# تيل (حيوان)
التِيل أو الكوب (الاسم العلمي: Kobus kob) هو أحد الظباء الموجودة في أفريقيا جنوب الصحراء الكبرى، في حديقة غاشاكا غومتي الوطنية، نيجيريا وبعض أجزاء السنغال إلى جنوب السودان. وجدت على طول السافانا الشمالية، وغالبا ما ينظر إليها في شلالات مورشيسون وحديقة الملكة إليزابيث الوطنية، أوغندا؛ جارامبا وحديقة فيرونغا الوطنية، وجمهورية الكونغو الديمقراطية، وكذلك السهول الفيضية المعشبة في جنوب السودان.
تم العثور على الكوب في المناطق الرطبة (مثل السهول الفيضية)، حيث يأكل الأعشاب. الكوب حيوان نهاري، لكنه غير نشط خلال حرارة النهار. الكوب يعيش في مجموعات من الإناث والعجول أو الذكور فقط. تتراوح هذه المجموعات عمومًا من خمسة إلى 40 حيوانًا.
بين ظباء الكوب في شرق أفريقيا، يظهر الكوب الأوغندي (كوبوس كوب ثوماسي) على شعار النبالة في أوغندا، ووجد الكوب ذو الأذنين البيضاء (كوبوس كوب ليوكوتيس) في جنوب السودان، جنوب غرب إثيوبيا، وأقصى شمال شرق أوغندا، شارك في عمليات هجرة واسعة النطاق.

## الشكل

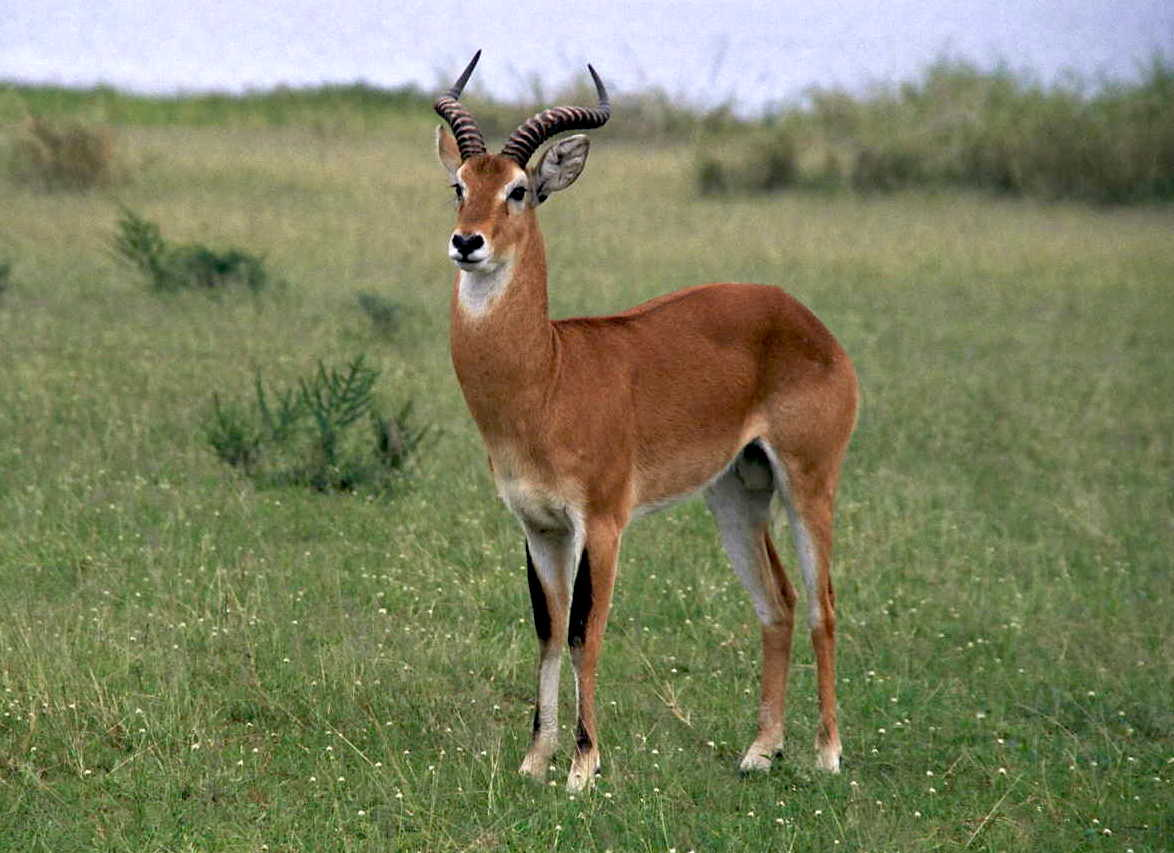
كوب اوغندي في شلالات مورشيسون

الكوب يشبه الإمبالة لكنه أكثر صلابة. ومع ذلك، فإن الذكور أكثر صلابة من الإناث ولديهم قرون. يتراوح طول الذكور إلى الكتف من 90 إلى 100 سم (3.0-3.3 قدم) ويزن في المتوسط 94 كجم (207 رطل). يتراوح طول الإناث إلى الكتف من 82-92 سم (2.69–3.02 قدم) وتزن في المتوسط 63 كجم (139 رطل). عادة ما يكون لون فراء الكوب ذهبي مائل إلى اللون البني المحمر بشكل عام، رقعة الحلق وحلقة العين والآذان الداخلية ذات لون أبيض، وتكون الأرجل الأمامية سوداء في المقدمة. يصبح الذكور أكثر قتامة مع تقدمهم في السن. تلك الكوب ذو الأذن البيضاء (K. k. leucotis)، التي توجد في منطقة بحر الجبل (الجزء الشرقي)، ظباء مختلفة بشكل مدهش وغامقة بشكل عام، مشابهة إلى حد ما لذكور أبو عق، مع الأبيض الحلق وليس التصحيح الباهت من القفا على الكتف. يحتوي كلا الجنسين على غدد inguinal متطورة تفرز مادة شمعية صفراء، بالإضافة إلى غدد ما قبل البلعوم.